# ويليام هنري فووت
ويليام هنري فووت (بالإنجليزية: William Henry Foote)‏ هو كاتب أمريكي، ولد في 20 ديسمبر 1794 في كولتشستر في الولايات المتحدة، وتوفي في 22 نوفمبر 1869 في رومني في الولايات المتحدة.